# Marchaux
Marchaux korábbi község (település) Franciaországban, Doubs megyében. 2018. január 1-jén Chaudefontaine községgel egyesült és Marchaux-Chaudefontaine új község része lett.
Lakosainak száma 1235 fő (2015). Marchaux Venise, Thise és Vieilley községekkel határos.

## Népesség
A település népességének változása:

| 2013 | 1 208 |
| 2015 | 1 235 |